# Vita, morte e miracoli
Vita, morte e miracoli, pubblicato nel 1989, è il quinto album del cantautore Massimo Bubola.

## Tracce
1. Vita, morte e miracoli – 5:13
2. Non sono soddisfatto mai – 4:47
3. Sandy – 3:11
4. Dovunque tu sarai – 4:29
5. Annie, Hannah – 5:09
6. Praga – 4:11
7. Stanze di diluvio – 4:23
8. Scarabocchi nel cuore – 4:23

## Formazione
- Massimo Bubola – voce, programmazione, tastiera, armonica, chitarra
- Fabrizio Consoli – chitarra solista
- Antonello Aguzzi – tastiera, pianoforte
- Max Costa – tastiera, programmazione
- Anonymous Jeronimus – tastiera, pianoforte
- Flavio Premoli – fisarmonica
- Angelo Molteni – tastiera, pianoforte
- Claudio Golinelli – basso
- Lele Melotti – batteria
- Vittorio Cosma – tastiera, pianoforte
- Lucio Fabbri – violino